# Batman: Arkham Asylum
Batman: Arkham Asylum är ett actionäventyrsspel från 2009 baserat på DC Comics superhjälte Batman. Det utvecklades av Rocksteady Studios och utgavs av Eidos Interactive tillsammans med Warner Bros. Interactive Entertainment till Playstation 3, Xbox 360 och Microsoft Windows. Det släpptes över hela världen för konsolerna i augusti 2009, medan Microsoft Windows-versionen släpptes i september samma år.
Arkham Asylum är skrivet av Batman-författaren Paul Dini och är baserad på serietidningens långvariga mytologi. I spelets huvudberättelse påbörjar Batmans ärkefiende Joker en utarbetad plan för att ta kontroll över Arkham Asylum och tillfångata Batman inne i mentalsjukhuset tillsammans med många av hans fängslade fiender. Då Joker hotar att detonera dolda bomber runtom i fiktiva Gotham City blir Batman tvingad att kämpa sig igenom mentalsjukhusets fångar och sätta stopp för Jokers planer. De flesta av spelets huvudroller framförs av röstskådespelare som har dykt upp i andra medier baserade på DC Animated Universe; Kevin Conroy, Mark Hamill och Arleen Sorkin repriserade sina roller som Batman, Joker respektive hans medhjälpare Harley Quinn. Spelet presenteras från ett tredjepersonsperspektiv med fokus på Batmans strids-, smyg- och detektivförmågor, samt verktyg som kan användas i strid och navigering.
Spelet fick positiva recensioner, med särskilt beröm för dess berättelse, och vann flera utmärkelser, bland annat "Bästa actionäventyr", "Bästa spel" och "Årets spel" från olika medier. Det höll Guinness världsrekord för det "Mest hyllade superhjältespelet någonsin". En Årets spel-utgåva släpptes den 26 mars 2010 och en OS X-version släpptes i november 2011. Arkham Asylums framgång genererade en serie uppföljare, med början i oktober 2011 med Batman: Arkham City. En remasterutgåva planeras att släppas till Playstation 4 och Xbox One i oktober 2016.[uppföljning saknas]

## Spelupplägg
Batman: Arkham Asylum är ett actionäventyrsspel som spelas från ett tredjepersonsperspektiv. Den spelbara figuren syns på skärmen och kameran kan fritt roteras runt honom. Spelaren styr Batman medan han utforskar Arkham Asylum, en säkerhetsanläggning för sinnessjuka brottslingar som ligger utanför Gotham City. Spelets inledande delar är linjära, som fungerar som en handledning för rörelser och manövrar tillgängliga för spelaren. När spelaren dyker upp på ön kan han fritt utforska spelvärlden, även om vissa områden förblir otillgängliga till vissa milstolpar passeras i huvudberättelsen. Batman kan springa, hoppa, klättra, huka, glida från höjder med hjälp av sin kappa och använda sin grapple gun för att klättra uppför låga strukturer eller fly till högre avsatser.
Spelaren kan använda "Detective Vision"- ett visuellt läge som ger kontextuell information, målar spelvärlden blå och belyser interaktiva objekt såsom förstörbara väggar och löstagbara galler, antalet fiender i ett område och deras status såsom deras medvetenhet om Batmans närvaro samt visar icke-spelbara figurer och lik. Läget används också för att följa fotspår, undersöka lukter och lösa pussel.
Batman har tillgång till flera verktyg som han kan använda för att utforska eller strida med. "Batarang" är ett kastvapen som tillfälligt kan bedöva fiender eller utlösa fjärrenheter. En fjärrstyrd version kan fjärrstyras när den kastas, och "Sonic batarang" kan användas för att fånga uppmärksamheten hos specifika fiender som bär på övervakningskragar, eller detoneras för att slå en närliggande fiende medvetslös. "Explosive gel" kan användas på svaga väggar och golv, och kan fjärrdetoneras vars spillror kan krossa en fiende. "Line launcher" kan användas för att korsa horisontella avstånd. "Batclaw" - en gripbar anordning - kan användas för att interagera med fjärrobjekt såsom ventilationer eller till att gripa fiender. "Cryptographic Sequencer" används för att åsidosätta säkerhetspaneler, öppna nya vägar eller avaktivera elektriska anordningar. Vissa områden är otillgängliga tills Batman förvärvar verktyg som behövs för att övervinna hinder. Spelaren uppmanas att utforska spelvärlden bort från huvudspelet för att hitta och lösa gåtor som lämnats kvar av Riddler - som hackar sig in i Batmans kommunikationssystem för att utmana honom med gåtor. Objekt kan samlas in, och en del av Riddlers pussel kräver att spelaren hittar områden med anknytning till svaret på en gåta och skanna den med "Detective Vision". Spelvärlden har 240 samlarobjekt, såsom Riddler-troféer, pladdrande Joker-tänder, intervjuband med några av Arkhams fångar och kryptiska meddelanden som lämnats i mentalsjukhuset av dess grundare Amadeus Arkham som berättar om anläggningens dystra historia. Spelaren belönas för att lösa gåtor och hitta samlarobjekt med erfarenhetspoäng och ytterligare spelinnehåll, inklusive utmaningskartor som testar spelarens skicklighet i spelets stridssystem, figurbiografier och statyer av Arkham Asylums figurer.
Spelare kan utforska fiendekontrollerade områden med hjälp av smygande eller direkta strider. Spelets "Freeflow"-stridssystem använder tre huvudknappar: attack, bedövning och motattack. Systemet låter Batman förflytta sig snabbt mellan fiender, kedja ihop attacker tills alla fiender blir medvetslösa. Genom att kombinera de tre huvudförmågorna kan Batman attackera medan han förflyttar sig mellan fiender och undvika att själv bli attackerad. Ju fler kombinationsattacker som kedjas ihop, desto snabbare och mer flexibel blir Batman, och specialattacker-såsom att kasta, gripa tag och en manöver som direkt kan besegra en fiende-blir tillgängliga. Strider belönas med erfarenhetspoäng, som används för att låsa upp verktyg, stridsrörelser och hälsouppgraderingar. Högre combos, en bredare variation av rörelser och frånvaro av skador ger fler poäng. Fiendens attacker förvarnas med en varningsikon, som anvisar att attacken kan kontras. Vissa fiender kräver olika tillvägagångssätt för att kunna besegras; knivsvingande brottslingar måste bedövas innan de kan angripas, och andra måste slås bakifrån. Vissa fiender är beväpnade med vapen som kan skada Batman avsevärt. Fiender reagerar på Batmans eliminering av deras allierade, som höjer deras rädslenivå och förändrar deras beteende. Till exempel kommer de att ta nya patrullvägar, vilket kräver att spelaren anpassar sig till den förändrade situationen. Under strider kan Batmans hälsa förminskas av attacker, men blir helt återställd efter att striden slutar.
Spelaren kan använda rovdjurslika taktiker genom smygande-inklusive tysta nertagningar, släppa sig ner från överliggande sittpinnar och rycka bort fiender, eller med hjälp av explosiv gel slå omkull fiender för att få oddsen på sin sida. Vissa områden har delar som kräver att spelaren använder dessa taktiker för att undvika att Jokers hantlangare larmar och därmed inte uppfyller ett mål. Många områden har stenstatyetter placerade på höga väggar, som hjälper Batman att förbli dold. Batman kan använda sin "grapnel gun" för att nå dessa statyetter, vilket ger honom en hög utsiktspunkt över området och fiender. Från statyetterna kan Batman glida ner för att attackera fiender eller hänga upp och ner från dessa för att gripa en närliggande fiende och lämna honom bunden där. Spelaren kan använda golvgaller för att attackera underifrån, gömma sig runt hörn, använda bataranger till att bedöva fiender på avstånd, och använda grapnel gun till att dra fiender över avsatser.
Arkham Asylum har en rad av utmaningskartor separata från spelets berättelseläge som blir låses upp under spelets gång, och andra är tillgängliga som nedladdningsbara innehåll (DLC). Kartorna fokuserar på slutförandet av specifika mål, såsom att eliminera stegvisa vågor av fiender i strid, och besegra patrullerande fiender men hjälp av smygande. Metoderna och olika förmågor som kan användas för att uppnå dessa mål genererar prestandapoäng som rankas online mot andra spelare. I Playstation 3-versionen är Joker en spelbar figur i strids- och smygutmaningskartor via valfria DLC; han måste konfrontera mentalsjukhusets vakter och poliskonstapeln James Gordon. Joker har sina egna stridsförmågor och vapen, såsom handeldvapen, exploderande tänder och röntgenglas som tillåter honom att se motståndare genom väggar.
På kompatibla system använder Microsoft Windows-versionen Nvidias Physx-mjukvarumotor för att producera realistiska och dynamiska interaktioner med spelvärlden. Med PhysX aktiverat kan vissa områden innehålla rök eller dimma som reagerar när Batman rör sig genom dessa, medan dimman inte visas alls med PhysX inaktiverat. Andra effekter är dynamisk interaktion med papper och löv, ytor som kan repas och lättas, och dynamiska och förstörbara tygelement såsom banderoller och spindelväv. I årets spel-versionen av spelet kan man spela spelet i 3D på en 2DTV via anaglyfiska 3D-glasögon.

## Synopsis
Efter en attack mot Gothams stadshus tar Batman sin ärkefiende Joker tillbaka till Arkham Asylum på Arkham Island. Batman är dock misstänksam eftersom Joker gav upp ovanligt lätt, och tror att han har något annat i kikaren. Framme på ön blir Batmans värsta farhågor sanna, och hans fiende sätter sin plan till verket. Med hjälp från Harley Quinn lyckas Joker komma undan och börjar sedan sina upptåg inne i Arkham Asylum. Ön omvandlas snabbt till hans egen lekplats och kaos utbryter. Tillsammans med några av Batmans värsta fiender - Harley Quinn, Killer Croc, Scarecrow, Poison Ivy, Bane samt Victor Zsasz, håller Joker Batman fångad på ön, som tvingas kämpa ensam utan någon hjälp utifrån. 
Batman får snart reda på att Joker är ute efter en formel, Titan, som muterar vanliga människor till fruktansvärda monster - något som Batman inte kan låta honom få tag på. Under sin kamp på Arkham tvingas han stoppa Jokers galna planer, kämpa mot sina värsta farhågor i mardrömmar skapade av Scarecrow, infiltrera Killer Crocs kloaker, slåss mot en Titan-pumpad Bane samt rädda vakter och doktorer från seriemördaren Zsasz. Som om inte allt det var nog har även Riddler hackat sig in i Batmans radio och förser honom med ett stort antal kluriga gåtor för att visa att han är världens bästa detektiv, och inte Batman.

## Handling

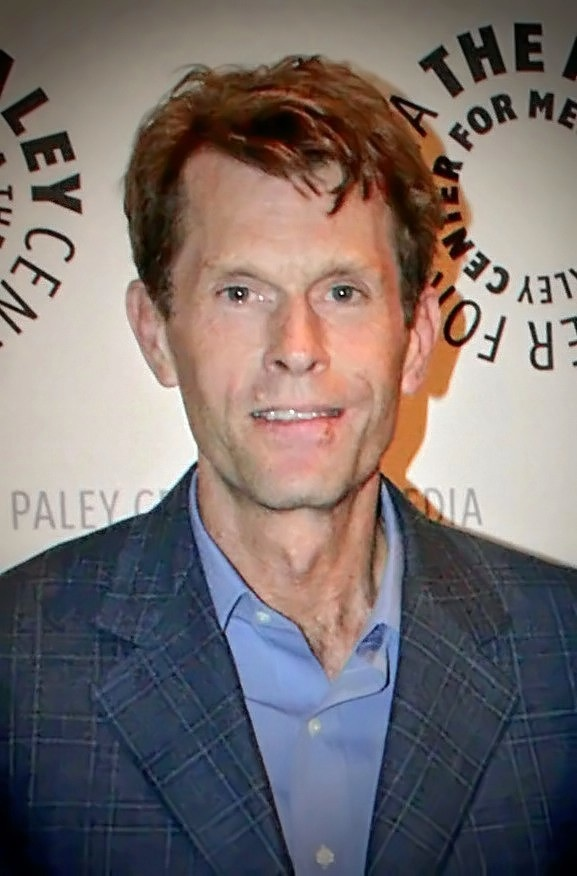
Kevin Conroy gör rösten till Batman i spelet.

Efter att ha stoppat Jokers attentat mot Gothams stadshus för Batman sin ärkefiende tillbaka till Arkham Asylum där denne snabbt bryter sig fri med hjälp av Harley Quinn och tar över Arkham med Batman fångad på ön. Quinn släpper även lös alla Jokers mannar som blivit transfererade till Arkham efter en stor brand anlagd av Joker på fängelset Blackgate och tar fängelsedirektören Quincy Sharp gisslan. Batman följer Jokers väg genom det kaosartade Arkham och tvingas på vägen stoppa Zsasz från att avrätta en vakt han tagit till fånga innan han når sitt mål. Vid konfrontationen släpper Joker lös en fiende med en okänd mutation som Batman besegrar men clownen lyckas undkomma återigen och låser in sig i det isolerade cellblocket. För att avleda Batmans uppmärksamhet avslöjar Joker att en korrupt vakt som hjälpt honom i övertagandet av Arkham, Frank Boles, tagit kommissarie Gordon till fånga och fört honom till Quinn. Batman sätter av efter sin allierade och får via Gordons dotter Oracle reda på att Joker skurit av Arkham från resten av Gotham med hot om detonering av bomber ifall någon från utsidan sätter sin fot på ön, vilket betyder att Batman får klara sig helt på egen hand.
Batman spårar Gordon till den medicinska byggnaden där han tvingas rädda personalen från Jokers mannar som tagit dem gisslan. En av dessa, Dr. Young, beger sig tillsammans med vakten Cash till Arkhams herrgård med Batmans tillåtelse för att säkra sina anteckningar som hon tror Joker vill få tag på. Batman fortsätter sitt sökande efter Gordon och blir på vägen attackerad av Scarecrow som drogar honom med sitt fear gas och tvingar hjälten uppleva sina värsta farhågor. Efter att ha brutit sig fri från Scarecrows mardrömmar lyckas Batman rädda kommissarien från Quinn men tvingas nu konfrontera Bane som Joker släpper lös. Batman besegrar Bane, skickar iväg Gordon från ön och ger sig av till sin sekundära Batcave belägen på Arkham för att närmare undersöka Dr. Youngs studier i vilka Bane tycks varit inblandad. 
Det visar sig att Joker är ute efter en formula, Titan, liknande Banes Venom skapat av Young i hopp om att kunna användas för att låta patienterna klara av mer ansträngande terapi, men som Joker nu planerar att använda för att kunna mutera sina män till fruktansvärda monster. Efter att Young drog sig ur samarbetet efter att ha insett vem finansiären egentligen var bestämde sig Joker för att återvända till Arkham och själv slutföra formulan. Batman bestämmer sig för att hitta Young och hennes formula i Arkhams herrgård innan Joker och hans armé av fångar gör det. 
Väl där stöter Batman på Cash och några andra vakter som tillfångatagits av Joker innan han lyckas hitta formulan och bränner upp den. Joker lyckas dock hitta Dr. Young under tiden Batman återigen blir attackerad av Scarecrow och börjar tortera henne för att få ut formulan. Trots att Batman lyckas rädda henne från Zsasz är det för sent då Joker nu har tillräckligt med information för att kunna tillverka sitt Titan. Young avslöjar för Batman att Titan framställs i ett hemligt laboratorium i den botaniska trädgården och att direktör Sharps koder är det enda som kan ta honom förbi säkerhetssystemet då Joker nu är i full kontroll av Arkham. Då hon öppnar Sharps kassaskåp för att få koderna detoneras bomberna Joker riggat upp där och Young dör framför Batmans ögon. Det enda sättet för honom att bryta sig in Titan-laboratoriet är nu med Sharps fingeravtryck och Batman ger sig av efter Quinn som håller direktören fången i cellblocken. 
Efter att Batman lyckats rädda Sharp och tagit hans fingeravtryck eskalerar kaoset på Arkham ytterligare när Quinn hjälper Poison Ivy fly och Joker därefter släpper lös alla galningarna från cellblocken. Batman tillfångatar Harley Quinn och ger sig därefter av till den botaniska trädgården för att konfrontera Joker i laboratoriet. Hans ärkefiende visar då upp vad han åstadkommit och låter Batman slåss med två Titan-muterade fångar innan han flyr med resten av all Titan. Batman förstör laboratoriet för att förhindra att mer Titan tillverkas och bestämmer sig för att hitta ett botemedel till formulan och söker upp Ivy för hjälp. Hon avslöjar att det finns en växt som skulle kunna motverka Titans effekter men att denna växer i Killer Crocs kloaker under ön. Efter att Batman lämnat trädgårdarna använder Joker Titan på Ivy vilket får en annorlunda effekt då det istället är hennes växter som muteras och börjar ta kontroll över ön.
På väg till kloakerna stöter Batman på Scarecrow en tredje gång som planerar att förgifta vattnet där med sitt fear gas för att kunna sprida det över hela Gotham. Batman förföljer honom ner till kloakerna där han stoppas av Killer Croc och Scarecrow följer med strömmen ut i havet. Batman lyckas utvinna saften från växterna och besegrar Croc på vägen till Batcave. Han lyckas där framställa en liten dos botemedel men det krävs mer tid för att kunna massproducera det. Ivys muterade växter har gått utom kontroll och Batman bestämmer sig för att först ta hand om henne innan han konfronterar Joker och beger sig till trädgårdarna. Efter en svår strid lyckas han besegra Ivy och hennes plantor vilket betyder att endast Joker nu återstår. 
Batman lokaliserar Jokers tillhåll och möts där av en överraskning i form av kommissarie Gordon tagen som gisslan. Joker uttrycker sin sorg och ilska över att Batman stoppat alla hans upptåg och beslutar sig för att injektera sig själv med Titan samt Gordon fast Batman tar skottet istället. Med både Batman och Joker påverkade av Titan måste den mörka riddaren bestämma sig för vem han ska använda den lilla dosen botemedel på och väljer då att själv använda det. De två ärkefienderna ställs nu inför en sista konfrontation på taket av Arkham inför Gothams ögon där Batman till sist lyckas störta sin motståndare. GCPD tar därefter åter kontroll över det ödelagda Arkham Asylum medan Batman ger sig av i natten för att stoppa alla de fångar på fri fot ute i Gotham. Efter eftertexterna får man se en låda med en del av Titan-viruset som flyter i havet utanför Arkham Island, som grips tag av en mystisk hand.

## Karaktärer
| Namn                             | Biografi | Röst av                                 |
| -------------------------------- | --- | --------------------------------------- |
| Bruce Wayne/Batman               | Den mörke riddaren, spelets huvudperson. Är tränad till den fysiskt yttersta gränsen samt mästare inom flera kampsporter. Använder sig av flera high-tech vapen, som bl.a: Bataranger, Batclawen, Grapple-hooken och spränggelé. Har även två high-techfordon, Batmobilen och Batwingen.                             | Kevin Conroy Kimberly Brooks (Som barn) |
| Barbara Gordon/Oracle            | Jim Gordons dotter och Batmans allierade. En av de få som känner till hjältens hemliga identitet. Efter en tidigare konflikt med Joker som Batwoman, sitter Barbara nu rullstolsbunden. Trots det är hon en värdefull partner och datahacker med tillgång till massvis av information.                               | Kimberly Brooks                         |
| Kommissarie James "Jim" Gordon   | Far till Barbara, och en av Batmans viktigaste allierade. Blir fast på ön då Joker tar över Arkham. | Tom Kane                                |
| Joker                            | En av Batmans farligaste fiender. Den sinnessjuka Clown-prinsen tar över Arkham och omvandlar det till sitt eget lekland. Använder sig av ett "Joker Venom" vilket får sina offer att anta ett Joker-liknande grin innan de avlider.                                                                                 | Mark Hamill                             |
| Harleen Quinzel/Harley Quinn     | - Jokers flickvän och närmaste allierade. Lika galen som Joker själv, vilket gör henne fruktad på Arkham. Hjälper honom att fly, och senare att erövra hela Arkham. Skicklig akrobat, vilket hon utnyttjar när hon möter Batman, dock utan större framgångar.                                                        | Arleen Sorkin                           |
| Edward Nigma/Riddler             | Riddler är ett supergeni och som är besatt av att testa Batman med gåtor för att visa sin överlägsna kompetens. Han kommunicerar med Batman under spelet och ger honom flera kluriga gåtor och utmaningar. | Wally Wingert                           |
| Dr. Jonathan Crane/The Scarecrow | Scarecrow springer runt fri på ön, och anfaller Batman flera gånger med sitt "Fear Gas" vilket får Batman att återuppleva sina allra värsta minnen under extrema hallucinationer. | Dino Andrade                            |
| Pamela Isley/Poison Ivy          | Poison Ivy lever för sina växter och plantor, och tvekar därför inte att döda för att rädda växtlivet. Ivy är fångad i Arkham under Jokers attack men blir frisläppt av Harley Quinn som släpper lös henne på ön. Hon tar sedan över hela Arkham med sina gigantiska rötter och växter och utkräver hämnd på Batman. | Tasia Valenza                           |
| Waylon Jones/Killer Croc         | Hybrid av människa och krokodil som håller till i Arkhams kloaksystem. Croc är väldigt stor och stark samt kan också hålla andan under vattnet en lång tid. Hans sylvassa tänder, klor och krokodilskinn gör honom ännu farligare.                                                                                   | Steve Blum                              |
| Bane                             | En av Batmans farligaste fiender, känd för att vara "den som krossade Batman". Bane pumpar upp sig med ett gift och når då övernaturlig styrka och vrede, vilket han använder mot Batman. Joker släpper lös Bane mot Batman tidigt i spelet så att denne kan få sin hämnd.                                           | Fred Tatasciore                         |
| Victor Zsasz                     | Zsasz är en av de sinnessjukaste brottslingarna i Arkham. Batman tvingas rädda flera vakter och doktorer från Zsasz under spelets gång. Han är besatt av att döda människor för att sedan rista in märken på sin kropp för varje offer han har skördat. Han sparar en plats för Batmans märke.                       | Danny Jacobs                            |
| Aaron Cash                       | Vakt på Arkham. En av Batmans viktigaste allierade under spelets gång. Aaron Cash har en stor rädsla för Killer Croc som en gång bet av hans ena hand. | Duane R. Shepard Sr.                    |
| Fängelsedirektör Quincy Sharp    | Quincy Sharp är Arkhams direktör. Sharp gör allt för att förstärka Arkhams säkerhet för att få fler väljare inför det kommande borgmästarvalet. Sharp blir tillfångatagen av Harley och Batman blir tvungen att rädda honom.                                                                                         | Tom Kane                                |
| Dr. Penelope Young               | En av Arkhams mest framgångsrika doktorer. Det var Young som uppfann Titan, dock inte för det skäl som Joker använder det till. | Cree Summer                             |
| Frank Boles                      | Vakt på Arkham som hjälper Joker att erövra ön. | Danny Jacobs                            |

## Utveckling

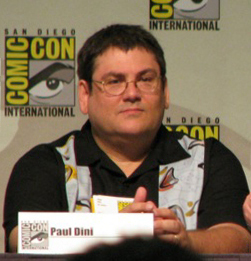
Batman-författaren Paul Dini skrev manuset till Arkham Asylum.

Batman: Arkham Asylum tillkännagavs först i augusti 2008. Det utvecklades av den brittiska spelstudion Rocksteady Studios under överinseende av Eidos Interactive och Warner Bros. Interactive Entertainment. Eidos skaffade rättigheterna till att göra ett Batman-spel under våren 2007, och kontaktade det sedan föga kända Rocksteady efter att ha tittat på utvecklarens prototyp. På Eidos begäran presenterade Rocksteady sin syn på Batman-licensen, och i maj 2007 hade de börjat utveckla spelets koncept, och full produktion börjades i september. Författaren Paul Dini (Batman: The Animated Series, Detective Comics) kontaktades först av DC Comics runt slutet av 2007 om möjligheten att skapa en berättelse till ett originellt Batman-datorspel. Dini ansåg att idén var intressant, då han tyckte att få Batman-spel baserades på en originell idé, och att de istället är adapterade från filmer eller TV-serier. DC Comics frågade Dini vad hans inställning till att skriva en ny Batman-film eller serieroman skulle vara, men med en som skulle bli avsedd för spel. Han träffade senare arbetslaget Rocksteady, där det beslutades att Dinis idéer var i linje med vad Rocksteady ville uppnå. När Dini anslutit sig till projektet undersökte Rocksteady idén om att spelet skulle utspela sig i Arkham, och producerade preliminär design som skildrade det som en stor egendom på en ö som är ansluten till fastlandet Gotham City med en bro. Rollfördelningen hade inte slutförts, men med tanke på miljöerna var det med säkerhet att Joker skulle spela en stor roll i spelet. Spelet och dess berättelse utvecklades tillsammans, där de spelmekaniska begränsningarna krävde att berättelsen skulle byggas kring dem. Huvudsyftet var att göra spelet tillräckligt lockande för spelare att tillbringa 8-10 timmar för att slutföra det, särskilt till de som är ointresserade av Batman-franchisen. Rocksteady skulle vägleda Dini när de trodde att han skrev för mycket kring berättelsen eller dess karaktärer.
Bland olika berättelser skrivna av Neal Adams och Frank Miller var serieromanen Arkham Asylum: A Serious House on Serious Earth, skriven av Grant Morrison, en inspiration för spelets design. Producent Nathan Burlow sade att berättelsen och atmosfären i spelet Bioshock påverkade Arkham Asylums design. Regissör Sefton Hill sade att han influerades av The Legend of Zelda och Metroid till att skapa verktygen och förmågorna som kan kombineras och användas på olika sätt. Designlaget isolerade komponenterna som de ansåg gjorde Batman, och överdrev dessa element. De designidéer som bestred dessa aspekter av karaktären slängdes bort, och andra delar av Batman, såsom hans vägran att döda sina fiender, var strikt framtvingat, vilket gav ytterligare utmaningar i att tillåta spelaren att ha fullständig frihet i spelet utan att överskrida karaktärens grundläggande aspekt. Arkham Asylum valdes ut som spelplats eftersom det spärrar in spelaren till ett område med flera fiender, medan i en öppen stadsmiljö skulle han kunna få hjälp, gå tillbaka till Batcave, eller på annat sätt kunna distansera sig från sina motståndare.
Utvecklingslaget ville inkludera ikoniska aspekter av Batmans mytologi, och bestämde sig tidigt i produktionen med att få Conroy, Hamill och Sorkin att reprisera sina roller i Dinis Batman: The Animated Series som Batman, Joker respektive Harley Quinn. Hamill har tusentals dialograder i spelet, och Conroy har relativt få i jämförelse. Efter att ha tittat på karaktärsmodeller av Jokers utseende i Arkham Asylum beslutade Hamill att skildra karaktären som mörk och resolut men samtidigt kvarhålla hans pajasaktiga och lekfulla natur. Även om att spelet innehåller referenser till händelser i både den animerade serien och Batman-serietidningarna följer inte spelets berättelse direkt någon berättelse eller skildring av karaktären.
Spelet tog cirka 21 månader att fullborda. Rocksteady började utvecklingen med ett arbetslag på 40 anställda, som hade expanderat till cirka 60 vid spelets färdigställande. Stridssystemet ansågs vara en av de största utmaningarna i att utveckla spelet. Systemet gick igenom tre iterationer. Rocksteady utvecklade ursprungligen spelets stridssystem som ett fullständigt rytmactionspel. Det skulle senare vara i 2D, som involverade färgade cirklar som kraschade in i varandra under slagsmål; det slutliga systemet baserades på denna 2D-modell. Stridssystemet var avsett att vara unikt för Batman, och fick ett enkelt kontrollschema för att återspegla den lätthet med vilken Batman kan utföra rörelser. Arkham Asylum byggdes på Epic Games Unreal Engine 3. Eidos ordförande Ian Livingstone sade att en utvecklare tillbringade två år med att programmera Batmans mantel, med hjälp av över 700 animationer och ljudeffekter för att få det att röra sig realistiskt.
Utvecklarna planerade att använda andra Batman-karaktärer i spelet, men dessa togs bort när det beslutades att de inte skulle fungera i berättelsen. Till exempel passade inte Batmans fiende Mr. Freeze in eftersom karaktären har olika motiv till Joker. Till skillnad från Riddler, som är besatt av att bevisa sin överlägsenhet över Batman, hyser inte Mr. Freeze något personligt agg mot Batman och Mr. Freeze skulle inte bry sig om de andra skurkarnas planer. En trädgårdslabyrint under Poison Ivys kontroll ansågs vara en plats, som hon kunde växa i olika riktningar. I dess centrum skulle Batman hitta Mad Hatter som skulle vara värd för en tebjudning, men utvecklarna beslutade att dessa idéer inte skulle matcha spelets ton. Batmans fordon, Batmobile och Batwing var avsett att inkluderas i spelet, men det skulle ha tagit lång tid att utveckla unik kontrollmekanik och spelsegment för dem, och skulle äventyra dess kvalitet. Fordonen visas i spelet, men spelarna kan inte kontrollera dem.
Rocksteady började tänka ut idéer för en eventuell uppföljare, som blev Batman: Arkham City, cirka sju månader före utvecklingen av Arkham Asylum slutfördes. Rocksteady utvecklade idéer för uppföljarens berättelse och miljöer så att spelens berättelser effektivt kunde kopplas samman. Ett hemligt rum som innehåller tips, ritningar och konceptkonst för nästa spel var gömt i mentalsjukhusets föreståndares kontor i Arkham Asylum. Rummet förblev gömt i sex månader efter spelets lansering tills Rocksteady avslöjade dess närvaro. Arkham Asylums musik komponerades av Ron Fish och Nick Arundel, som också komponerade soundtracket till uppföljaren, Batman: Arkham City.

### Design
För att utveckla spelets övergripande estetik var huvudsyftet att skapa design som skulle kombinera serietidningsstil med realism. Miljöarkitekturen och karaktärerna behövde vara extravaganta nog att representera Batman-universumet, men de behövde realistiska texturer och detaljer. Det andra målet var att återskapa det mörka och gotiska bildspråket som representeras i Batman-universumet, i synnerhet Arkham Asylum, så att strukturen skulle kännas lika galen som de som sitter inspärrade i det. Mentalsjukhuset ansågs vara en idealisk plats eftersom det kan husera många av Batmans fiender.
Batmans design var starkt inspirerad av serietecknaren Jim Lees arbete, som ritade Batman som en stark och muskulös karaktär som trovärdigt kunde delta i extrema strider. Hans svart-mörkgråa kostym baserades på moderna versioner, och har militära influenser och ett industriellt utseende. Cirka 13 designkoncept producerades innan hans slutliga utseende tog form. Grafikerna undvek Jokers filmtolkningar, delvis på grund av att utvecklarna bara hade tillgång till rättigheterna till den ursprungliga Batman-licensen. Alan Moores serieroman Batman: The Killing Joke från 1988 påverkade karaktärens design. Harley Quinn genomgick en drastisk ny design, där man tog bort hennes svarta och röda kläder och gycklarehatt, och ersatte dessa med en kostym med designelement från en sjuksköterskas kläder och en skoluniform. Wildstorm, Lees numera nedlagda serietidningspubliceringsföretag, producerade spelets konceptkonst.

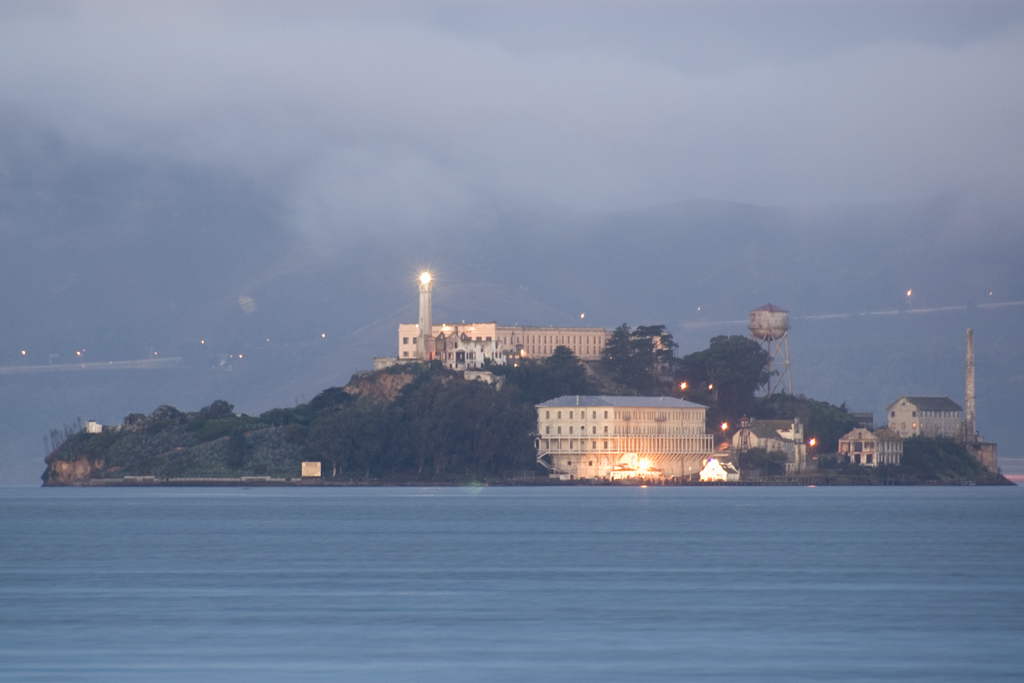
Spelets Arkham Asylum har vissa likheter i utseende med Alcatraz-fängelset.

Mentalsjukhusets design avvek från serietidningstolkningarna av en stor herrgård och utvecklades i stället till en hel ö, med inslag av fängelset Alcatraz, som består av flera byggnader för att möjliggöra större variation och utforskning. Varje byggnad designades med en annan arkitektonisk stil för att få anläggningen att verka trovärdigt och med att genomsyra varje plats med en historia. Den medicinska byggnaden inspirerades av viktoriansk arkitektur och dess metallstruktur syftade till att inspirera känslor av skräck. Akutmottagningsenheten har en gotisk och industriell estetik. Katakomberna under anläggningen, inspirerade av tidigt nittonhundratalstegel och viktoriansk industri, var tänkt att kännas förtryckande. Det maximala säkerhetsområdet designades för att kännas klaustrofobisk och efterhand som en bunker, och Arkham-herrgården uppvisar en höggotisk stil. Designerna integrerade krokiga linjer i miljöföremål, såsom träd och stuprör, där det fanns möjlighet. 40 rum, 34 korridorer, 3 utomhusområden och 3 Scarecrow-framkallade hallucinationsområden designades för spelet.
För att ge dessa områden liv producerade leveldesignerna spelmekaniska element med enkla rumlayouter och former, medan konceptkonstnärerna arbetade tillsammans för att skapa konstverk för varje plats, och följa efter spelets konstinriktning. Miljögrafikerna skulle sedan bygga 3D-layouter baserade på dessa designutformningar. Det var svårt att hitta en lämplig färgpalett för spelvärlden; bruna och monokroma färger kunde skildra den önskvärda mörka och lynniga atmosfären, men utvecklarna ville att estetiken skulle likna en serietidnings livliga färgschema. För detta ändamål använde de mättade färger i spelets belysning. Belysningen var en viktig del av spelet, som användes för att belysa intressanta platser och för att dra spelaren framåt i annars tråkiga korridorer. För att upprätthålla den avsedda detaljnivån och få spelets konsolversioner att passa in i enheternas minne, behövdes varje område strömmas in och ut ur minnet sömlöst för att frigöra minnet för texturer och geometri. Alla filmsekvenser ritades på storyboards av Rocksteadys grafiker och visualiserades i spelmotorn innan karaktärsprestationerna spelades in via motion capture. Designlaget beslutade att filmsekvenserna borde användas för att utveckla karaktärernas relationer, och att spelaren efter varje filmsekvens borde få sina mål ändrade eller att betydelsen av deras handlingar skulle modifieras. Prioriteten var att hålla actionscenerna under spelarens kontroll snarare än att visa dessa i filmsekvenser.

## Lansering
Batman: Arkham Asylum släpptes till Playstation 3 och Xbox 360 i Nordamerika den 25 augusti 2009 och den 28 augusti i Europa och Australien. Det släpptes till Microsoft Windows i Nordamerika den 15 september 2009 och den 18 september i Europa och Australien. En "Årets spel"-utgåva släpptes den 26 mars 2010 i Europa och den 11 maj i Nordamerika. Feral Interactive utvecklade en OS X-version, som släpptes den 3 november 2011. På Windows-versionen av spelet använde utvecklarna en anti-dupliceringsåtgärd som inaktiverar Batmans glidförmåga och orsakar andra buggar, vilket förhindrar kopierade spel från att fortsätta bortom en viss punkt. Trots att Arkham Asylum inte var det första spelet att genomföra sådana motåtgärder fick spelet mediebevakning eftersom det sågs som en ny metod för kopieringsskydd.
En samlarutgåva innehåller spelet, en 36 cm kopia av Batmans batarang, en bakom-kulisserna-DVD, en läderbunden 48-sidig bok om Arkhams fångar och en kod för att kunna ladda ner utmaningkartan "Crime Alley". Förhandsbokningar av spelet från vissa återförsäljare gav tillgång till utmaningskartan "Dem Bones". Årets spel-versionen tillkännagavs ursprungligen för att endast släppas i Europa, Asien och Australien, men en nordamerikansk lansering tillsattes senare. Årets spel-versionen innehåller spelet, stöd för Trioviz 3D visuella effekter, två par 3D-glasögon och sex släppta DLC-utmaningskartor-varav två var utelämnade från den nordamerikanska versionen.

### Nedladdningsbart innehåll
I april 2009 meddelades att Joker skulle vara en nedladdningsbar spelbar karaktär för användning i spelets utmaningskartor exklusivt för Playstation 3. Ytterligare DLC-paket släpptes senare. "Insane Night"-paketet, som innehåller "Totally Insane" (stridskarta) och "Nocturnal Hunter" (smygutmaningskarta), släpptes den 17 september 2009. "Prey in the Darkness"-paketet släpptes den 23 september 2009 och innehåller "Heart of Darkness" strids- och "Hothouse Prey" smygutmaningskartorna. I Nordamerika släpptes "Prey in the Darkness"-paketet exklusivt till Playstation 3.

### Marknadsföring
En demoversion av spelet släpptes via digital nedladdning till Playstation 3 den 6 augusti 2009 och för Xbox 360 och Microsoft Windows den 7 augusti. Playstation 3-versionen av Arkham Asylum låste upp en virtuell lägenhet med Batcave-tema för spelare på den sociala spelplattformen Playstation Home. Dessutom körde den nordamerikanska spelåterförsäljaren Gamestop en tävling som tillät en vinnare att renderas i spelet som en fånge i Arkham. En serie av actionfigurer baserade på karaktärsdesignen från spelet släpptes via Warner Bros. butik DC Direct.

## Mottagande
| Mottagande               | Mottagande                                                                                |
| Samlingsbetyg            | Samlingsbetyg                                                                             |
| Tjänst                   | Betyg                                                                                     |
| ------------------------ | ----------------------------------------------------------------------------------------- |
| Gamerankings             | 92.34% (61 recensioner) (X360) 92.07% (46 recensioner) (PS3) 91.89% (18 recensioner) (PC) |
| Metacritic               | 92/100 (78 recensioner) (X360) 91/100 (70 recensioner) (PS3) 91/100 (29 recensioner) (PC) |
| Recensionsbetyg          |                                                                                           |
| Publikation              | Betyg                                                                                     |
| 1UP.com                  | A−                                                                                        |
| Computer and Video Games | [ 84 ]                                                                                    |
| Destructoid              | [ 85 ]                                                                                    |
| Edge                     | [ 86 ]                                                                                    |
| Eurogamer                | [ 11 ]                                                                                    |
| Game Informer            | [ 87 ]                                                                                    |
| Game Revolution          | A−                                                                                        |
| Gamespot                 | [ 89 ]                                                                                    |
| Gamespy                  | [ 90 ]                                                                                    |
| Gamesradar               | [ 91 ]                                                                                    |
| Gamereactor              | [ 92 ]                                                                                    |
| IGN                      | [ 93 ]                                                                                    |
| Videogamer.com           | [ 94 ]                                                                                    |
| X-Play                   | [ 95 ]                                                                                    |
| The Daily Telegraph      | [ 12 ]                                                                                    |
| FZ                       | [ 96 ]                                                                                    |
| Giant Bomb               | [ 97 ]                                                                                    |
| Loading.se               | [ 98 ]                                                                                    |
| Svenska Dagbladet        | 5/6                                                                                       |
| Wired                    | [ 31 ]                                                                                    |

Batman: Arkham Asylum har fått ett positivt mottagande. Recensionssammanställnings-webbsidorna Gamerankings och Metacritic gav Xbox 360-versionen av spelet genomsnittsbetygen 92,34% och 92/100, betygen 92,07% och 91/100 till Playstation 3-versionen, och 91,89% och 91/100 till Microsoft Windows-versionen. Spelet höll Guinness världsrekord för det "Mest kritiskt hyllade superhjältespelet någonsin" baserat på ett genomsnittligt Metacritic-betyg på 91,67, tills det efterträddes av Arkham City.
Arkham Asylum kallades för ett av de bästa serietidnings-superhjältespelet som någonsin skapats. Edge sade att det var "med visst avstånd det bästa superhjältespelet i modern tid", Greg Miller från IGN kallade det för "det största serietidningsspelet genom tiderna", och Dan Whitehead från Eurogamer kallade det för "det bästa superhjältespelet utan tvekan", och skrev att det har "utmärkt grafik, en fängslande berättelse och utmärkt röstskådespeleri." Whitehead skrev också att även utan den ikoniska superhjälten skulle det vara ett polerat och spännande spel med en fängslande berättelse och utmärkt röstskådespeleri. Andy Kelly från PSM3 skrev att "Rocksteady har hittat den perfekta balansen mellan att ge dig en superhjältes självsäkra kraft, fast tillräckligt med svagheter för att göra spelet utmanande, en anmärkningsvärd bedrift inom balansering och design". Chris Kohler från Wired sade att spelets styrka ligger i dess hårda manus och mästerliga skådespel, som gör det som kan vara ett generiskt spel fängslande. Thierry Nguyen från 1UP.com gav spelet betyget A-, och konstaterade att Rocksteady "lyckas kombinera strider, smygande, berättande och tecknade röster till den bästa digitala Batman-simulatorn vi hittills skådat."
Flera recensenter jämförde Arkham Asylum med andra spel – inklusive Bioshock, för dess förmåga att leverera ett unikt äventyr och etablera en koppling till spelvärlden, och dess innovativa idéer; The Legend of Zelda för dess äventyrsstil; Metroid för världslayout,  och Resident Evil och Tomb Raider för dess klassiska actionäventyrande som fungerar som en sann hybrid inom slagsmål, smygande och plattformande.
Spelvärldens design och spelets uppmärksamhet på detaljer hyllades av recensenter. Andrew Reiner från Game Informer sade att spelets miljö hade en stram och fascinerande atmosfär, och var en plats av förundran och oförklarlig skräck. Miller kallade det för en rätt blandning av obehaglighet och kyla, och uppskattade de gradvisa skadorna som återspeglas på Batmans dräkt när berättelsen fortgår, men sade att de pixelerade CGI-sekvenserna och problemen med läppsynkroniseringen försvagade presentationen. Whitehead sade att den imponerande animationen gör att Batman känns levande, men skrev att själva världen var livlös och saknar interaktiva objekt. Han kritiserade segment där karaktärslogik offrades för datorspelselement, med hänvisning till upprepad användning av giftgas och elektriska golv som hinder.
Stridssystemet fick höga betyg för enkelheten i dess genomförande, vilket gör att spelare kan använda det effektivt utan att lära sig komplicerade kombinationer av speciella rörelser, och betoningen på timing och flöde för att skapa smidiga, eleganta och lagom brutala attacker. Recensenter sade att striderna förblev utmanande med införandet av svårare fiender och bättre stridsanvändning var ett utmärkt incitament utan att straffa de som inte kan behärska den. Designen av smygelementen och de olika metoderna för att oskadliggöra fiender fick mycket beröm. Andy Robinson från Computer and Video Games skrev att det är den "tänkande människans smygspel" som är en central del av spelet, och Edge sade att smygalternativet var spännande. Andra skrev om det sätt på vilket fiender reagerar med rädsla när deras allierade eliminerades, men vissa recensenter kritiserade deras artificiella intelligens för att de tillåter Batman att lätt komma undan när han blir upptäckt, och för att vara omedvetna om Batmans närvaro. Whitehead sade att smygande inte var lika direkt givande som strider, med hänvisning till svårigheten att kontrollera Batman på nära håll och inkonsekventa kontextuella handlingar.
Arkham Asylums bosstrider kritiserades, med många recensenter som stämplade dem som spelets största brist. Recensenter ansåg att striderna ofta var beroende av gammalmodiga, tråkiga och repetitiva spelelement som krävde att spelaren lärde sig och upprepade monotona rutiner – varav vissa, som i fallet med Bane, där spelaren redan hade varit sysselsatt med mindre fiender – eller att konfrontera repetitiva attackmönster och bli dödad med ett slag. Recensenter var mestadels överens om att striderna var antiklimatiska sett till dess spektakulära uppbyggnad.

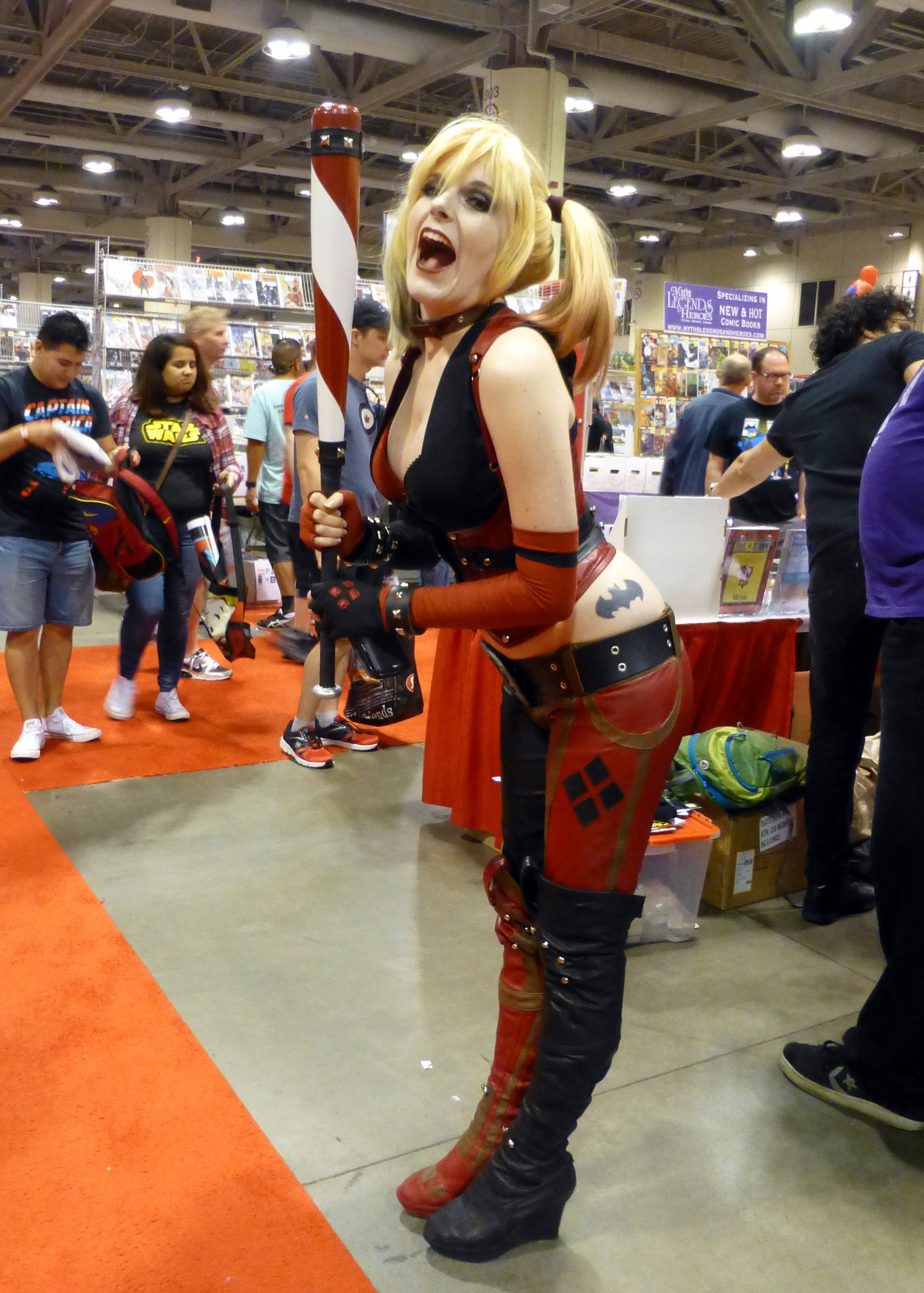
Cosplay av Harley Quinn, en av karaktärerna som förekommer i spelet.

 Den sista bosstriden med Joker pekades ut för sitt avslagna spelupplägg, striden med Killer Croc betraktades som tråkig och alltför lång, och recensenter sade att dessa inte borde ha varit med i spelet. Men hallucinationssegmenten av Scarecrows strider var nästan enhälligt hyllat som en av spelets bästa och mest cerebrala stunder för dess manipulation av den fjärde väggen, underminering av spelets etablerade berättelse och förväntningar, och meta-textuella influenser som jämfördes med striden mot Psycho Mantis i Metal Gear Solid från 1998, och Eternal Darkness från 2002.
Huvudröstrollerna – inklusive Conroy som Batman, Sorkin som Harley Quinn, Valenza som Poison Ivy, och Wingert som Riddler – hyllades av recensenter, men Hamills prestation fick konsekvent beröm, med recensenter som kommenterade hans utmärkta modulering och timing av sin kacklande och galna prestation som stal föreställningen. Nguyen sade att Dini och Hamills Joker var den bästa skildringen av karaktären bortsett från The Killing Joke och Heath Ledgers inkarnation i The Dark Knight (2008).
Författaren Grant Morrison sade att spelet var inspirationen för hans serietidning Batman Incorporated. Han sade att han ville "fånga känslan av spelet Batman: Arkham Asylum... När jag spelade det spelet, var det första gången i mitt liv där jag verkligen kände hur det är att vara som Batman... Vi är nu hjältar, och vi kan se genom deras ögon.

### Försäljning
Spelet såldes i nästan två miljoner exemplar under de första tre veckorna av dess lansering, och hade sålt i 2,5 miljoner exemplar i slutet av september 2009. Enligt NPD Group såldes Batman: Arkham Asylum i cirka 593 000 exemplar i Nordamerika under fem dagar efter dess lansering den 25 augusti. I december 2009 hade Playstation 3-versionen av spelet sålt mer än Xbox 360-versionen med cirka 10 000 exemplar trots att multiplattformsspel oftast sålde bättre på Xbox 360 vid den tidpunkten. Det exklusiva innehållet med Joker som en spelbar karaktär nämndes som en möjlig orsak till framgången med Playstation 3-versionen. Spelet tog två av de fem översta platserna på den amerikanska mjukvarulistan i sin första vecka, och toppade den brittiska multiplattformslistan under två veckor.

### Utmärkelser
Vid Spike Video Game Awards 2009 vann Rocksteady Studios utmärkelsen "Årets studio", medan spelet fick nomineringar för "Bästa actionäventyr", "Bästa grafik", "Bästa röst" för Hamill respektive Sorkin, "Bästa Xbox 360-spel" och "Årets spel". Som en del av Academy of Interactive Arts & Sciences (AIAS) 2009 utmärkelser vann spelet utmärkelserna "Enastående prestation inom karaktärsprestation" (Mark Hamill som Joker), "Enastående prestation inom speldesign", och "Enastående prestation inom anpassad berättelse", och var nominerad till "Årets äventyrsspel", "Årets bästa spel", och "Enastående prestation inom Animation", "Originalmusikkomposition och Spelregissering". På det sjätte British Academy Video Games Awards vann spelet utmärkelserna "Bästa spel" och "Bästa spelupplägg", och fick nomineringar för "Bästa action", "Originalmusik", "Berättelse", "Användning av ljud", "Konstnärliga bedrift" och det offentligt framröstade "GAME Award 2009". Det vann "Bästa speldesign" på det 10:e Game Developers Choice Awards och nominerades till "Årets spel" och "Bästa författande". Det nominerades också för "Bästa ljudredigering: datorunderhållning" i Golden Reel Awards 2010. Enligt Metacritic hade Arkham Asylum på samtliga plattformar samma betyg som God of War Collection och Forza Motorsport 3 som det fjärde högst rankade spelet från 2009. Det var också det högst rankade Microsoft Windows-spelet ihop med Dragon Age: Origins och Street Fighter IV, det tredje högst rankade Xbox 360-spelet ihop med Forza Motorsport 3, och det femte högst rankade Playstation 3-spelet ihop med FIFA 10 och Killzone 2.
Batman: Arkham Asylum dök upp på flera listor över de bästa datorspelen från 2009. Det placerades på första plats av The A.V. Club; andra plats av CNET, Time och Craveonline; tredje plats av Complex, IGN Britain, Joystiq och The Daily Telegraph; fjärde plats av CBC News och Wired; och femte plats av Gamasutra och IGN Australia. Giant Bomb kallade det för 2009 års "Bästa multiplattformsspel", Gamesradar bemärkte det som deras "Årets spel" före Uncharted 2: Among Thieves, och Eurogamer listade det på deras serie "Spel från 2009". Gamespot listade det för "Bästa atmosfär" och "Bästa användning av en kreativ licens" som en del av deras serie "Bästa spelen från 2009", och IGN Britain kallade spelet för det "Bästa PC-actionspelet" och "Bästa Xbox 360-berättelsen". Gametrailers kallade spelet för både det "Bästa actionäventyrsspelet" och "2009 års största överraskning". År 2013 listade Eurogamer spelet som det 20:e bästa spelet från den sjunde konsolgeneration, Game Informer kallade det för det näst bästa superhjältespelet genom tiderna, och Gamingbolt listade det som det 89:e bästa spel som någonsin skapats. År 2014 kallade Empire spelet för det 28:e bästa datorspelet genom tiderna, bakom Arkham City på 12:e plats, och år 2015 kallade PC Gamer spelet för det 50:e bästa PC-spelet. IGN listade spelet som det 22:a bästa spelet från den sjunde konsolgenerationen, och som det 91:a bästa spelet genom tiderna.
| År   | Utmärkelse                             | Kategori                                              | Mottagare                                       | Resultat  | Ref.            |
| ---- | -------------------------------------- | ----------------------------------------------------- | ----------------------------------------------- | --------- | --------------- |
| 2009 | Academy of Interactive Arts & Sciences | Adventure Game of the Year                            | Batman: Arkham Asylum                           | Nominerad | [ 111 ] [ 112 ] |
| 2009 | Academy of Interactive Arts & Sciences | Outstanding Achievement in Adapted Story              | Batman: Arkham Asylum                           | Vann      | [ 111 ] [ 112 ] |
| 2009 | Academy of Interactive Arts & Sciences | Outstanding Achievement in Animation                  | Batman: Arkham Asylum                           | Nominerad | [ 111 ] [ 112 ] |
| 2009 | Academy of Interactive Arts & Sciences | Outstanding Achievement in Character Performance      | Mark Hamill för Joker                           | Vann      | [ 111 ] [ 112 ] |
| 2009 | Academy of Interactive Arts & Sciences | Outstanding Achievement in Game Design                | Batman: Arkham Asylum                           | Vann      | [ 111 ] [ 112 ] |
| 2009 | Academy of Interactive Arts & Sciences | Outstanding Achievement in Game Direction             | Batman: Arkham Asylum                           | Nominerad | [ 111 ] [ 112 ] |
| 2009 | Academy of Interactive Arts & Sciences | Outstanding Achievement in Original Music Composition | Batman: Arkham Asylum                           | Nominerad | [ 111 ] [ 112 ] |
| 2009 | Academy of Interactive Arts & Sciences | Overall Game of the Year                              | Batman: Arkham Asylum                           | Nominerad | [ 111 ] [ 112 ] |
| 2009 | Spike Video Game Awards                | Best Action Adventure Game                            | Batman: Arkham Asylum                           | Nominerad | [ 109 ] [ 110 ] |
| 2009 | Spike Video Game Awards                | Best Graphics                                         | Batman: Arkham Asylum                           | Nominerad | [ 109 ] [ 110 ] |
| 2009 | Spike Video Game Awards                | Best Voice                                            | Arleen Sorkin för Harley Quinn                  | Nominerad | [ 109 ] [ 110 ] |
| 2009 | Spike Video Game Awards                | Best Voice                                            | Mark Hamill för Joker                           | Nominerad | [ 109 ] [ 110 ] |
| 2009 | Spike Video Game Awards                | Best Xbox 360 Game                                    | Batman: Arkham Asylum                           | Nominerad | [ 109 ] [ 110 ] |
| 2009 | Spike Video Game Awards                | Game of the Year                                      | Batman: Arkham Asylum                           | Nominerad | [ 109 ] [ 110 ] |
| 2009 | Spike Video Game Awards                | Studio of the Year                                    | Rocksteady Studios                              | Vann      | [ 109 ] [ 110 ] |
| 2010 | BAFTA Video Games Awards               | Action                                                | Batman: Arkham Asylum                           | Nominerad | [ 113 ]         |
| 2010 | BAFTA Video Games Awards               | Artistic Achievement                                  | Batman: Arkham Asylum                           | Nominerad | [ 113 ]         |
| 2010 | BAFTA Video Games Awards               | Best Game                                             | Batman: Arkham Asylum                           | Vann      | [ 113 ]         |
| 2010 | BAFTA Video Games Awards               | GAME Award of 2009                                    | Batman: Arkham Asylum                           | Nominerad | [ 113 ]         |
| 2010 | BAFTA Video Games Awards               | Gameplay                                              | Batman: Arkham Asylum                           | Vann      | [ 113 ]         |
| 2010 | BAFTA Video Games Awards               | Original Score                                        | Batman: Arkham Asylum                           | Nominerad | [ 113 ]         |
| 2010 | BAFTA Video Games Awards               | Story                                                 | Batman: Arkham Asylum                           | Nominerad | [ 113 ]         |
| 2010 | BAFTA Video Games Awards               | Use of Audio                                          | Batman: Arkham Asylum                           | Nominerad | [ 113 ]         |
| 2010 | Game Developers Choice Awards          | Best Game Design                                      | Batman: Arkham Asylum, Sefton Hill och Ian Ball | Nominerad | [ 114 ] [ 115 ] |
| 2010 | Game Developers Choice Awards          | Best Writing                                          | Batman: Arkham Asylum                           | Vann      | [ 114 ] [ 115 ] |
| 2010 | Game Developers Choice Awards          | Game of the Year                                      | Batman: Arkham Asylum                           | Nominerad | [ 114 ] [ 115 ] |
| 2010 | Golden Reel Awards                     | Best Sound Editing: Computer Entertainment            | Batman: Arkham Asylum                           | Nominerad | [ 116 ]         |

## Uppföljare
Arkham Asylums framgång introducerade en serie av uppföljare, med början i oktober 2011 med Batman: Arkham City. Batman: Arkham City är en direkt uppföljare som utspelas ett år efter händelserna i Arkham Asylum. Det utvecklades av Rocksteady Studios och släpptes av Warner Bros. Interactive Entertainment. Gotham Citys borgmästare Quincy Sharp manipuleras av Hugo Strange, och stänger ner Arkham Asylum och Blackgate-fängelset, och omvandlar en del av stadens slum till ett utomhusfängelse vid namn Arkham City, i syfte att inhysa alla Gothams brottslingar. Batman vakar över verksamheten i Arkham City, och Joker är döende från hans förbrukning av Titan-viruset. Uppföljaren introducerar flera nya karaktärer till serien, inklusive Hugo Strange, Robin, Catwoman, Ras al Ghul, och Mr. Freeze. En begränsad serietidningsserie på sex nummer, också med titeln Batman: Arkham City som överbrygger handlingarna i Arkham Asylum och Arkham City, skrevs av Paul Dini och med tecknade serier av Carlos D'Anda. Det första numret släpptes den 11 maj 2011. En tredje del av Arkham-serien, under titeln Batman: Arkham Origins, släpptes i oktober 2013 med en berättelse som utspelar sig före händelserna i Arkham Asylum. En uppföljare till berättelsen i Arkham City, under titeln Batman: Arkham Knight, släpptes den 23 juni 2015.